# Volta dei Dottori della Chiesa

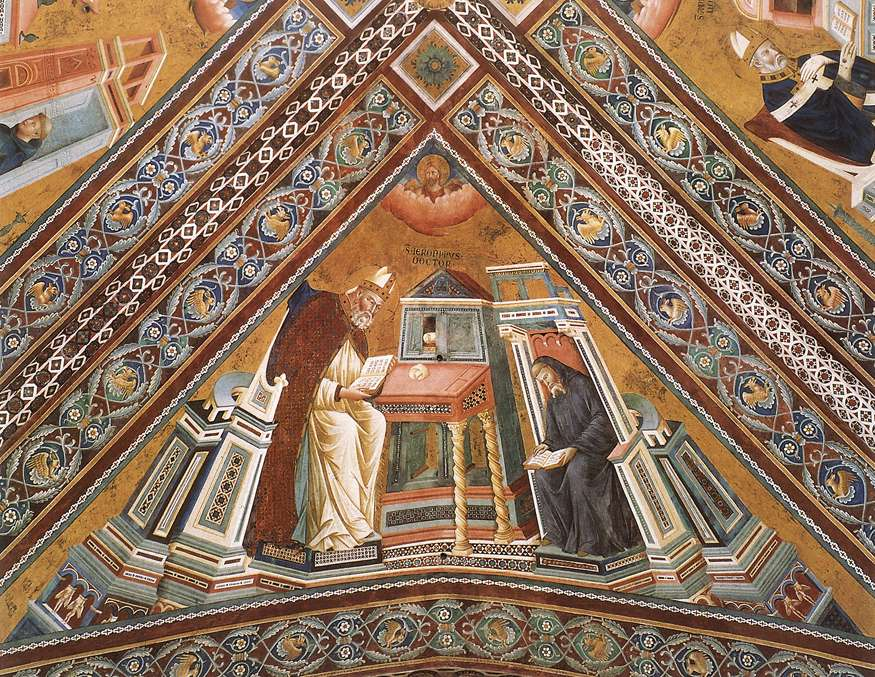
San Girolamo

La Volta dei Dottori della Chiesa era un affresco attribuito al Maestro d'Isacco (forse il giovane Giotto?), databile al 1291-1295 circa e situato nella Basilica superiore di Assisi. La vela con il San Girolamo in cattedra è crollata durante il terremoto del 1997; a seguito del decennale restauro concluso nel 2006, ne sono stati ricomposti i frammenti superstiti.

## Storia
Vasari attribuì la volta a Cimabue, ma già dal Settecento questa ipotesi tradizionale è stata messa in discussione (Della Valle, 1791). Sono stati fatti i nomi di vari artisti, sia romani (Jacopo Torriti, Pietro Cavallini o altri maestri anonimi), sia toscani. In particolare un filone critico, iniziato da Henry Thode nel 1885, ha avanzato il nome del Maestro d'Isacco, un allievo di Cimabue che potrebbe essere il giovane Giotto. Confermarono tale ipotesi Giovanni Previtali (1967), Luciano Bellosi (1982) e Miklós Boskovits (1983). Quest'ultimo parlò con meno riserve del giovane Giotto, affiancato da un tema di collaboratori dalla bottega di Jacopo Torriti. Dalla metà del Novecento, fino agli studi più recenti di Federico Zeri e Bruno Zanardi (2002) è emerso anche un filone che arriva a distinguere quattro mani, una per vela, coordinate da un capomastro leggermente più anziano di Giotto, il Maestro d'Isacco "non Giotto". Secondo questa ipotesi i maggiori capimastri si sarebbero divisi una campata ciascuno: gli incarnati dei personaggi della vela sono infatti compatibili con quelli delle Storie di Isacco e delle prime Storie di san Francesco.

## Descrizione e stile
Nei quattro spicchi della volta erano rappresentati i Dottori della Chiesa allora proclamanti: Ambrogio, Girolamo, Gregorio Magno e Agostino. Essi sono rappresentati seduti presso un leggio con davanti un chierico che trascrive quello che essi dettano. Sono inseriti in architetture colorate dagli scorci vertiginosi, dovuti anche all'adattarsi, come in uno specchio deformante, alla forma delle vele, un espediente derivato dall'esempio degli Evangelisti di Cimabue sopra l'altare e che crea un effetto di veduta "da sott'in su". Vi si trovano inoltre dipinte per la prima volta decorazioni cosmatesche e colonnine che ricordano opere della scuola romana. Curatissimi sono i dettagli, come lo scrittoio dell'accolito vicino a san Gregorio, o il rotolo su cui scrive, dotato dei due fori in alto per fissarvi una cordicella. In alto, in ogni vela, il capo del Redentore appare in un semicerchio di nuvole.
I Dottori sono riconoscibili da iscrizioni che ne chiariscono il nome: S. AMBROGIVS / DOCTOR; S. IERONIMVS / DOCTOR; S. AGVSTINVS / DOCTOR; S. GREGORIVS / DOCTOR.
La luce è intensa e crea un forte chiaroscuro, che accentua il volume dei personaggi. I panneggi hanno profili taglienti e un po' grafici, come nelle Storie di Isacco.
Nel vicino sott'arco, che confina con la controfacciata, si trovano coppie di santi rappresentate sotto archetti dipinti, divisi da colonnine binate. Hanno i nomi scritti in alto, anche se alcuni di essi sono ormai illeggibili. A sinistra, dall'alto, si incontrano i santi Pietro martire e Domenico, seguiti da Vittorino e Rufino e poi due martiri non identificabili; a destra Francesco e Chiara, Antonio abate e Benedetto, Agapito e Lorenzo, un re e un santo.

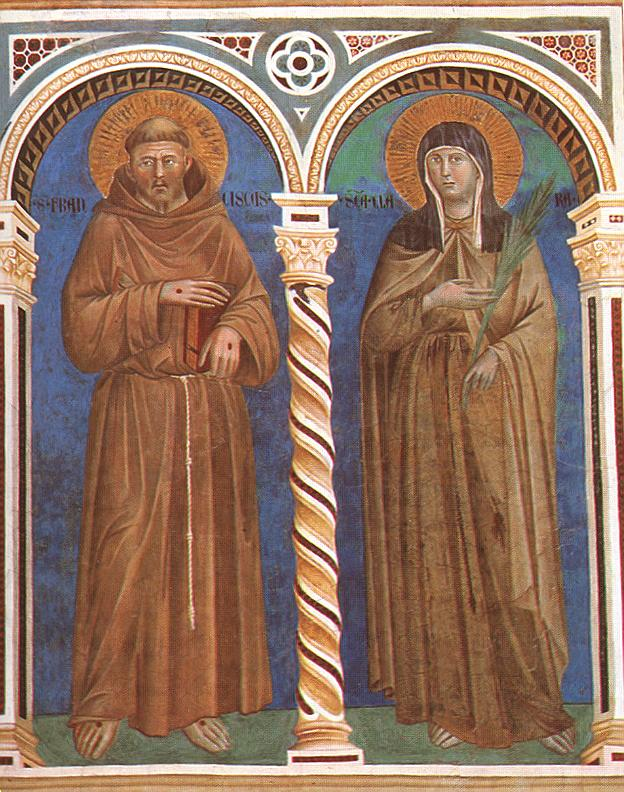
San Francesco e santa Chiara
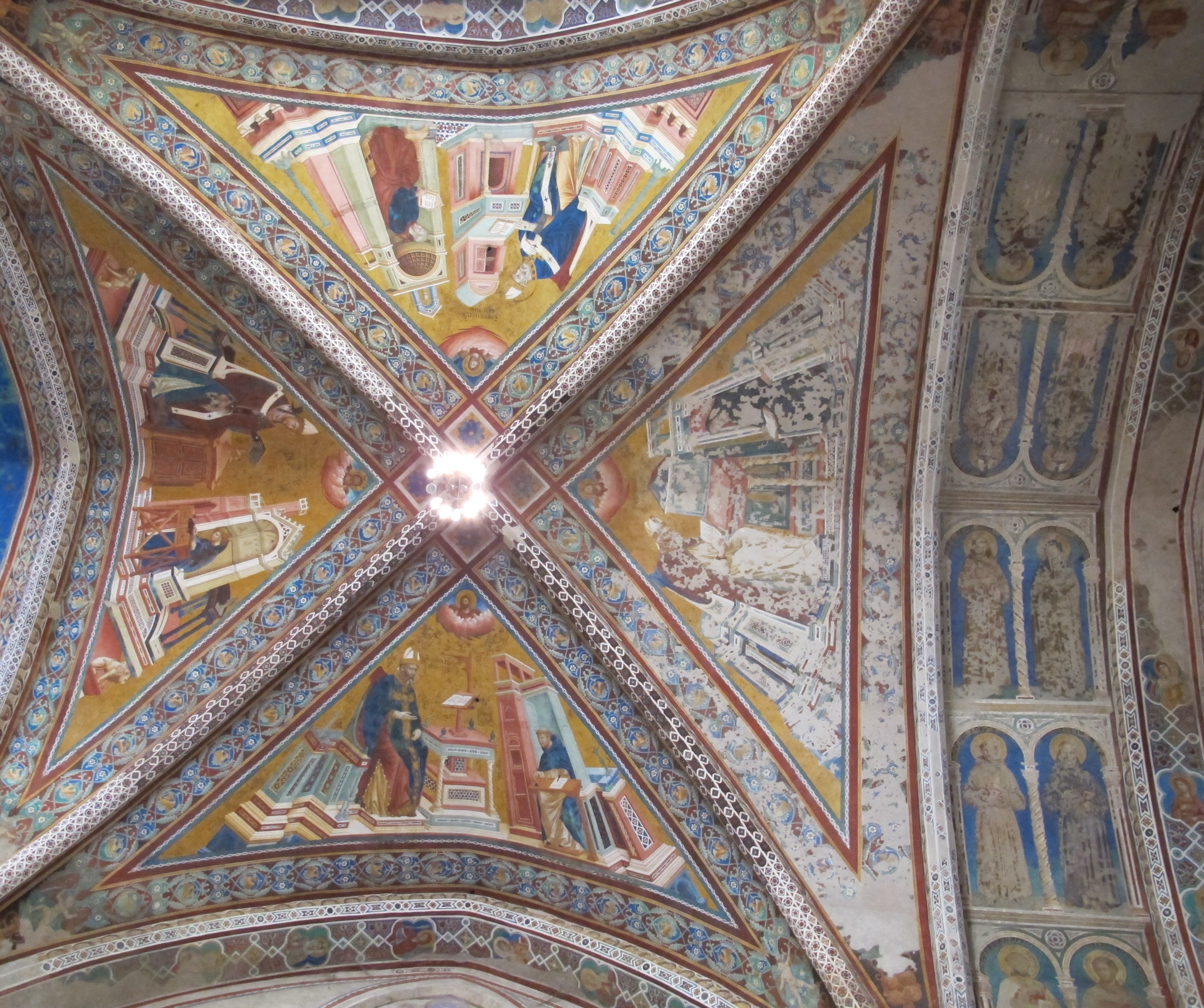
La vela dopo i restauri